# OpenLaszlo
OpenLaszlo（オープンラズロ）はAjax/Flashで動作するリッチインターネットアプリケーションの開発及び配布を行うためのオープンソースソフトウェアである。
一種類の言語体系でFlashコンテンツやDHTML(Ajax)コンテンツを出力できるマルチランタイム機能が最大の特徴。
OpenLaszloアプリケーションの開発には独自のXMLベース言語LZXとJavaScriptを使用するため、HTMLとJavaScriptに慣れ親しんだWebアプリケーション開発者にとって親しみやすい言語設計になっている。
開発環境に必要なOpenLaszloサーバはJavaサーブレットであり、Tomcat等のWebコンテナ上で動作する。実行環境では必ずしもOpenLaszloサーバを必要としない。Flashコンテンツとしてコンパイルした場合、swfファイルが一つ生成されるので通常のFlashコンテンツと同様の使い方ができる。

## Hello World
OpenLaszloのHello Worldのソースコード例。
```
<?xml version="1.0" encoding="UTF-8"?>

<canvas>
 

  
<text>
Hello
 
World
</text>

</canvas>

```

## ライセンス
ライセンスはOpen Source Initiative認定のCommon Public Licenseである。

## プロジェクトヒストリー
OpenLaszloは当初Laszlo Presentation Server(LPS)と呼ばれていた。LPSの開発が始まったのは2001年の秋で、最初のプレビューリリースは2002年前半であった。2004年10月、Laszlo SystemsはLPSをオープンソース化し、OpenLaszloコミュニティを立ち上げた。2005年のバージョン3.0リリースに伴い、LPSはOpenLaszloと名前を変えた。
- 2000: プロトタイピング開始
- 2001: 開発開始
- 2002: LPSプレビュー版リリース
- 2003: LPS 1.0, 1.1 リリース
- 2004: LPS 2.0, 2.1, 2.2 リリース; LPSオープンソース化
- 2004/11/08: LPS 2.2.1 リリース
- 2005/04/26: OpenLaszlo 3.0リリース ; OpenLaszloに改名
- 2005/07/13: OpenLaszlo 3.0.2リリース
- 2005/11/17: OpenLaszlo 3.1リリース ;swf8に対応
- 2005/12/22: OpenLaszlo 3.1.1リリース
- 2006/03/24: OpenLaszlo 3.2リリース
- 2006/05/21: OpenLaszlo 3.3リリース
- 2006/06/07: OpenLaszlo 3.3.1リリース
- 2006/07/19: OpenLaszlo 3.3.3リリース
- 2007/03/14: OpenLaszlo 3.4.0リリース
- 2007/03/20: OpenLaszlo 4.0.0リリース ;DHTML(Ajax)に対応
- 2007/05/18: OpenLaszlo 4.0.2リリース
- 2007/07/27: OpenLaszlo 4.0.3リリース
- 2007/09/19: OpenLaszlo 4.0.5リリース
- 2007/10/15: OpenLaszlo 4.0.6リリース
- 2007/11/19: OpenLaszlo 4.0.7リリース
- 2008/01/14: OpenLaszlo 4.0.8リリース
- 2008/01/28: OpenLaszlo 4.0.9リリース
- 2008/02/21: OpenLaszlo 4.0.10リリース
- 2008/03/28: OpenLaszlo 4.0.11リリース
- 2008/04/14: OpenLaszlo 4.0.12リリース
- 2008/06/30: OpenLaszlo 4.1リリース
- 2008/07/11: OpenLaszlo 4.1.1リリース
- 2008/12/20: OpenLaszlo 4.2リリース ;swf9に対応
- 2009/02/20: OpenLaszlo 4.2.0.1リリース
- 2009/03/11: OpenLaszlo 4.2.0.2リリース
- 2009/04/02: OpenLaszlo 4.3.0リリース ;swf10に対応
- 2009/06/29: OpenLaszlo 4.4.0リリース
- 2009/07/18: OpenLaszlo 4.4.1リリース
- 2009/08/07: OpenLaszlo 4.5.0リリース
- 2009/08/10: OpenLaszlo 4.5.1リリース
- 2009/09/18: OpenLaszlo 4.6.1リリース
- 2010/01/16: OpenLaszlo 4.7.0リリース
- 2010/02/16: OpenLaszlo 4.7.1リリース
- 2010/04/19: OpenLaszlo 4.7.2リリース
- 2010/06/07: OpenLaszlo 4.7.3リリース
- 2010/07/01: OpenLaszlo 4.8.0リリース
- 2010/07/29: OpenLaszlo 4.8.1リリース
- 2010/10/21: OpenLaszlo 4.9.0リリース ;swf8/swf10/HTML5